# 鍾宏仁
鍾宏仁，臺灣雲林縣人，定居新北市新莊區，民主進步黨政治人物，曾任行政院訴願審議委員，2014年當選新北市議會議員，連任至今。

## 簡介
東吳大學法學士、美國加州多明尼肯大學管理碩士、美國菲利普大學心理學博士。
2000年總統大選，擔任臺北縣陳水扁之友會（扁友會）總幹事，2001年、2005年兩度代表民進黨參選新莊市長，但未成功。2008年總統大選，擔任謝長廷競選總部執行總幹事特別助理。2012年總統大選，擔任蔡英文總部同鄉部主任，專門聯繫各地同鄉會。
2014年，鍾宏仁參加2014新北市議員選舉，選區為第二選舉區（新莊區、五股區、泰山區、林口區），並獲得民進黨主席蔡英文與無黨籍臺北市長候選人柯文哲助選。11月29日，以四萬餘票的高票當選新北市議會議員，為新北市最高票，也是全國市議員最高票。

## 選舉紀錄
| 年度 | 選舉屆數             | 選舉區           | 所屬政黨   | 得票數 | 得票率 | 當選標記 | 備註 |
| ---- | -------------------- | ---------------- | ---------- | ------ | ------ | -------- | ---- |
| 2002 | 第七屆新莊市市長選舉 | 臺北縣新莊市     | 民主進步黨 | 43,133 | 40.89% |          |      |
| 2005 | 第八屆新莊市市長選舉 | 臺北縣新莊市     | 民主進步黨 | 79,729 | 45.68% |          |      |
| 2014 | 第二屆新北市議員選舉 | 新北市第二選舉區 | 民主進步黨 | 40,858 | 13.38% |          |      |
| 2018 | 第三屆新北市議員選舉 | 新北市第二選舉區 | 民主進步黨 | 21,500 | 6.40%  |          |      |
| 2022 | 第四屆新北市議員選舉 | 新北市第三選舉區 | 民主進步黨 | 15,883 | 8.71%  |          |      |

## 外部連結
- 鍾宏仁的Facebook專頁
- YouTube上的鍾宏仁頻道